# Pinnaspis uniloba
Pinnaspis uniloba är en insektsart som först beskrevs av Kuwana 1909.  Pinnaspis uniloba ingår i släktet Pinnaspis och familjen pansarsköldlöss. Inga underarter finns listade i Catalogue of Life.